# Pelomyia vockerothi
Pelomyia vockerothi är en tvåvingeart som beskrevs av Foster och Wayne N. Mathis 2003. Pelomyia vockerothi ingår i släktet Pelomyia och familjen Canacidae. Inga underarter finns listade i Catalogue of Life.